# 熊本PTA裁判
熊本PTA裁判（くまもとPTAさいばん）は、2014年に熊本市立帯山西小学校の保護者がPTAに対して行われた裁判。2017年2月に福岡高裁で和解した。

## 概要
熊本県で、PTAを相手にした裁判が2014年初夏に起こされた。
原告は被告PTAに対して、同意書や契約書なしに強制加入させられたうえ退会届が受理されなかったことを訴え、会費などの損害賠償を求めた。2016年2月25日、熊本地方裁判所は原告の訴えを棄却されたため、控訴した。2017年2月10日、福岡高等裁判所にて和解が成立した。

## 和解条項
双方が合意した和解条項には、下記がある。

## 主な争点
裁判の前提事実として，被告PTAが「入退会自由な任意加入団体である」ことが確認された（判決第2頁）。
熊本地裁での主な争点は、PTAが本件冊子を交付し、原告が会費を納入したことによって、原告がPTAに入会したと認められるのか。判決の概要は，以下の通りである。民法は，保証契約や遺言など限られた場合にのみ書面を契約成立の要件とするから，PTAの加入について書面が必要ではなく，黙示の意思表示により成立しうる。本件原告が表紙に「わたしたちの帯山西PTA」及び「熊本市立帯山西小学校」と記載されている冊子を受け取り，その後「PTA会費納入袋」の文字と印刷されている納入袋を受け取ってこれを使ってPTA会費を支払ったなどのことから，原告保護者と被告PTAの間に黙示の加入に関する合意が成立した。
なお，本判決は，以下の事実を認定した。本件冊子の表紙及び1頁から5頁にかけて校名，校章，校訓，校花，校歌，校区地図及び校地校舎平面図が記載されており，PTAに関する記述が6頁以下にある（判決第4頁）。本件冊子は，児童を介して保護者に交付したのである（判決第6頁）。つまり，PTAは小学校から独立した団体であるのに，帯山西小学校はまるで被告PTAを統括しているように保護者を誤信させた，などの事実が本判決のなかから判明した。しかし，本裁判の被告はPTAのみであったため，小学校を設置する熊本市ないし教職員を雇用する熊本県は被告とされておらず，本件では学校の国家賠償法上の違法性が争われなかった。